# Herminia nyctipasta
Herminia nyctipasta là một loài bướm đêm trong họ Noctuidae.